# Valtònyc
Josep Miquel Arenas Beltran (Sa Pobla, 18 de desembre de 1993), més conegut pel seu nom artístic Valtònyc, és un raper mallorquí conegut internacionalment per haver estat condemnat a l'Estat espanyol a 3 anys i 6 mesos de presó per les lletres de les seves cançons. Va viure exiliat a Brussel·les més de cinc anys, on treballava en una empresa d'enginyer de programari, fins que el 28 d'octubre de 2023 va anunciar que tornava a casa ja que els delictes pels quals se l'acusava havien prescrit.
El setembre de 2021 la plataforma No Callarem va presentar una campanya per denunciar la vulneració dels drets humans a l'Estat espanyol a través del documental Art. 490, un film per la llibertat que es va estrenar la primavera del 2022. El film se centra en els casos d'Elgio, Pablo Hasel i Valtònyc, que comparteixen la seva història des de la «inhabilitació, l'exili i la presó».

## Trajectòria
Quan tenia vuit anys va sortir d'una família d'adopció i va créixer amb la seva germana, deu anys més gran que ell. Valtònyc va agafar el micròfon per a desfogar-se: «la meva vida no ha estat fàcil, després de la defunció del meu germà gran la família es va descompondre i em van enviar a viure amb la meva germana». Va publicar la seva primera maqueta el 2009, obtenint de seguida més de 8.000 visites a internet. A la seva obra ha utilitzat el sampleig de cançons de Marvin Gaye & Diana Ross, Ennio Morricone i Melody Gardot.

### Judici
Arenas treballava en una fruiteria quan va ser detingut el 23 agost de 2012 amb divuit anys per la policia espanyola acusat d'enaltiment del terrorisme, apologia a l'odi ideològic, incitació a la violència i injúries a la Corona. Valtònyc havia estat denunciat pel president del Círculo Balear, Jorge Campos, per la cançó «Circo Balear», per contenir amenaces contra la seva persona i altres integrants d'aquesta entitat mallorquina del tipus: «Jorge Campos mereix una bomba» o «Li arrencaré l'artèria i tot el que faci falta». Durant el judici, Arenas va assenyalar que, a través d'una advocada, se li va oferir la possibilitat de demanar perdó públicament perquè Campos retirés la denúncia per amenaces de mort, però que s'hi va negar perquè es considerava innocent.
El 22 de febrer de 2017 fou condemnat a tres anys i mig de presó per enaltiment del terrorisme i injúries greus a la corona espanyola per l'Audiència Nacional. La sentència considerava provat que Valtònyc, sense antecedents penals, havia compost diverses cançons, difoses a través d'internet i cantades en recitals públics, en les quals apareixen expressions de suport i lloança a les organitzacions armades ETA, GRAPO i a alguns dels seus membres, «enaltint les seves accions i fins i tot instant a la comissió de les mateixes». Els temes també contenien frases contra Joan Carles I i els seus familiars, i contra càrrecs del Govern central i d'executius autonòmics. Abans del judici va explicar que la cançó pel que el van jutjar havia estat un encàrrec de Pablo Iglesias per al seu programa La Tuerka. El Tribunal Suprem va ratificar la decisió de l'Audiència Nacional el 20 de febrer de 2018.

### Exili
El 23 de maig de 2018 es va fer una concentració de suport a Valtònyc que va omplir la Plaça de Sant Jaume de Barcelona, convocada per la plataforma No Callarem, que aplega diversos col·lectius i entitats en defensa de la llibertat d'expressió com a dret fonamental. El mateix dia, just el dia abans d'entrar a presó, es va saber que havia marxat per a evitar ser empresonat. Va anar a viure a Bèlgica on, mesos més tard, un jutge va denegar-ne l'extradició a l'Estat espanyol, argumentant que les seves lletres s'emmarcaven en l'exercici de la llibertat d'expressió. Ha estat defensat per l'advocat Gonzalo Boye, el mateix que defensà el president Carles Puigdemont, amb qui el raper va coincidir a Bèlgica.

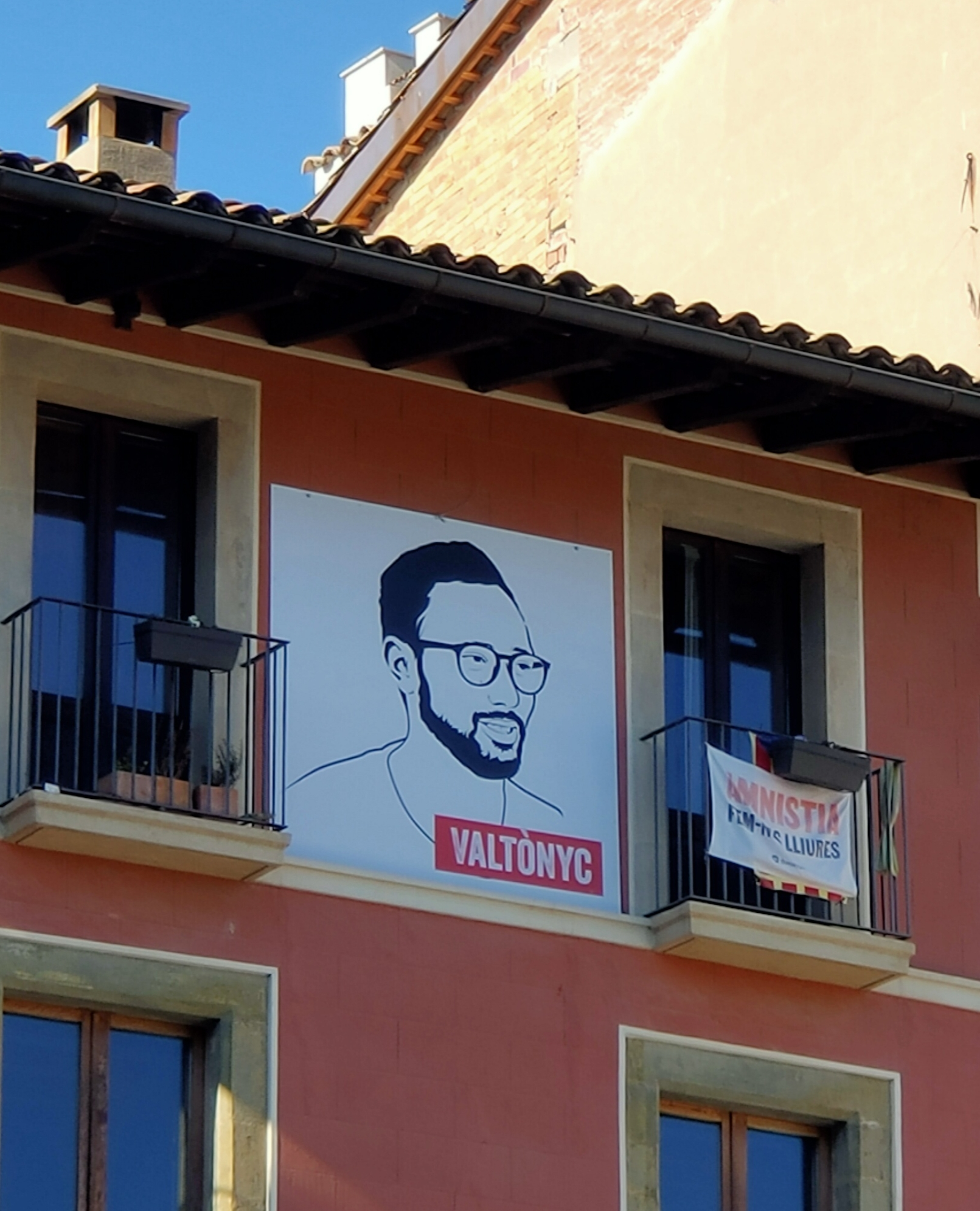
Pancarta de suport al raper exiliat Valtònyc a la plaça Major de Vic

El març de 2020, el Tribunal d'Apel·lació de Gant va sol·licitar una resolució preliminar al Tribunal de Justícia Europeu (TSJE) sobre el seu cas. L'estàndard de doble criminalitat segons el sistema d'ordres europeus d'arrest exigeix que el delicte pel qual es demana l'extradició sigui castigat en ambdós països amb una pena de presó d'almenys tres anys. El codi penal espanyol es va modificar el 2015 per allargar la pena de presó pel delicte d'exaltació del terrorisme. El TJUE va dictaminar que el Tribunal d'Apel·lació de Gant hauria de remetre's al codi penal espanyol tal com estava el 2012 (quan Valtònyc va escriure les lletres en qüestió), en lloc del 2018, quan Espanya va sol·licitar-ne l'extradició. El setembre de 2020 va ajornar novament la resolució per a presentar una qüestió prejudicial al Tribunal Constitucional belga.
El 28 d'octubre de 2021 el Tribunal Constitucional belga tombà l'article 1 de la llei del 6 d'abril de 1847 sobre la repressió dels delictes contra el rei, ja que violava l'article 19 de la constitució belga que garanteix el dret a manifestar la pròpia opinió sobre tots els assumptes. I el 28 de desembre següent, el Tribunal d'Apel·lació de Gant rebutjà la petició d'euroordre del Tribunal Suprem espanyol, i, per tant, es decidí no extradir-lo. Finalment, el 17 de maig de 2022, el Tribunal d'Apel·lació de Gant decidí no extradir a Espanya el raper Josep Miquel Arenas i la Fiscalia belga ja no presentaria cap més recurs.
| «                     | No he pensat mai que els he guanyat, crec que el dia que hagi guanyat serà el dia que pugui dir que no soc espanyol, que soc català i que soc a casa meva, aquest dia podré dir que els he guanyat, però fins aquell moment, estic en guerra. | » |
| — Josep Miquel Arenas | |   |

### Retorn
El 28 d'octubre de 2023 Valtònyc anuncià que emprenia el retorn de l'exili després de gairebé cinc anys i mig a Bèlgica, ja que els delictes pels quals se l'acusava al Tribunal Suprem havien prescrit. Va fer un bon tros de la tornada en cotxe amb Carles Puigdemont:
| « | Tornar sempre és la millor part de l'aventura. Gràcies per haver-me acompanyat durant aquests 6 anys d'exili i ara també en aquest primer trajecte de tornada a casa. Per tot el que hem lluitat, rigut, viscut i plorat. Gràcies, President @KRLS | » |

Finalment després de més de deu anys de persecució, en un judici celebrat a l'Audiència de Sevilla el novemebre de 2023, la fiscalia i una associació de la Guàrdia Civil van acordar amb el cantant una condemna de dos anys de presó per un delicte d'amenaces a un col·lectiu per dir «Mateu un refotut guàrdia civil aquesta nit. Aneu a un altre poble on hi hagi guàrdies civils i mateu-ne un. Poseu una puta bomba al fiscal d'una vegada», en un concert que va fer el 2018 durant el Festival de la Pau a Marinaleda, amb l'atenuant de penediment, fet que va comportar la suspensió de la condemna per part del jutge. El juliol de 2024, en un concert al festival El Tingladu de Vilanova i al Geltrú, Valtònyc va anunciar que deixava temporalment els escenaris.

## Discografia
- Desde el papel (autoeditat, 2009)
- Misantropia (autoeditat, 2010)

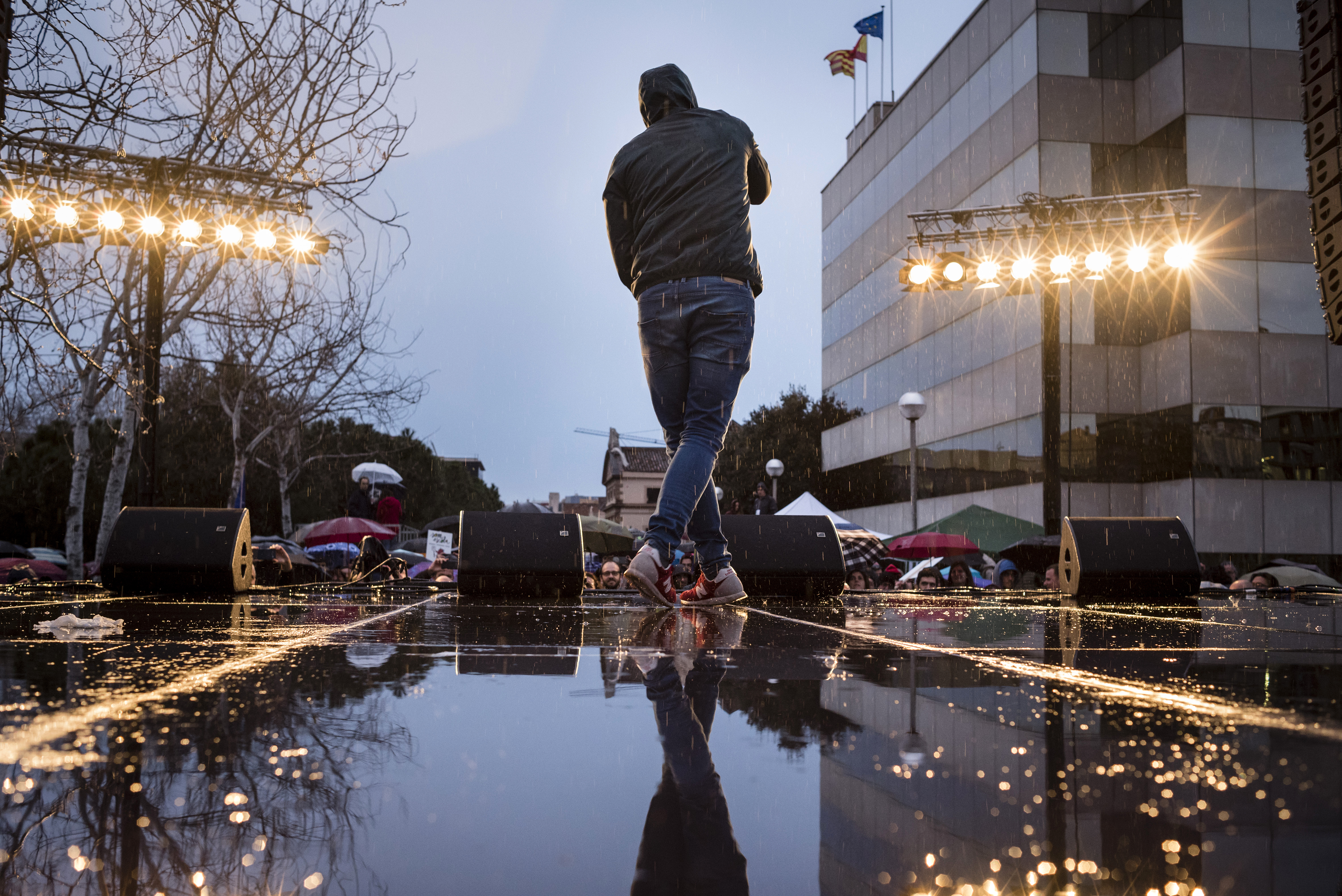

- Jazz amb llàgrimes de rom (autoeditat, 2011)
- Residus d'un poeta (autoeditat, 2012)
- Mallorca és ca nostra (autoeditat, 2012)
- Rap rural (amb Swing) (2012)
- Cadenes (autoeditat, 2012)
- Aina i altres ansietats (autoeditat, 2013)
- Microglicerina (autoeditat, 2013)
- Eutanàsia (autoeditat, 2014)
- Simbiosi (autoeditat, 2015)
- La autodestrucción y sus ventajas (autoeditat, 2015)
- Neversleep (2016)
- El Reincident (2018)[29]
- Poemes per no tornar (2018)
- Piet Hein (2019)[30][31]
- En pau descansi (2021)[32]
- La tonalitat dels grisos (2023)